# 오토 한
오토 한(독일어: Otto Hahn, 1879년 3월 8일 (프랑크푸르트, 독일 제국) ~ 1968년 7월 28일 (괴팅겐, 서독))은 독일의 화학자이다.
독일 프랑크푸르트에서 출생하였고, 1901년에 뮌헨 대학교에서 박사학위를 받았다. 1938년 프리츠 슈트라스만과 함께 원자핵에 중성자를 충돌시키면 원자핵이 두 조각으로 깨지는 원자핵 분열을 처음으로 발견했다. 중성자로 우라늄을 타격해 우라늄보다 더 무거운 원소를 만들려고 시도하던 중 핵분열을 발견했는데, 이들은 처음에는 자신들이 핵분열반응을 일으켰다는 사실을 깨닫지 못했다.
두 사람은 초우라늄원소의 추출 과정에서 특이한 현상을 발견한다. 담체로 사용했던 바륨과 란탄이 방사성원소로 변한다는 것이었다. 이에 대한 물리학적 원인을 마이트너에게 문의했고, 리제 마이트너는 우라늄핵이 분열이 되었을 가능성을 제기했다. 천연우라늄에 0.8% 정도 섞여 있는 우라늄-235가 중성자를 흡수해 질량이 비슷한 바륨과 란탄의 원자핵으로 분열한 것으로, 방사선은 이 핵분열의 일부로 발생한 것이라는 해석이었다. 오토 한과 슈트라스만은 이 사실을 증명하기 위한 실험에 착수하여 실제로 그것을 증명해냈다.
이후 우라늄 원자핵이 작은 원자핵으로 분열할 때 엄청난 에너지를 방출한다는 것이 밝혀졌다. 그 원리를 이용해 원자폭탄이 만들어졌고, 원자력 발전도 가능해졌다. 1kg의 우라늄에서 얻을 수 있는 에너지는 석탄 300톤의 에너지에 해당하는 것이어서, 원자력 에너지는 제3의 불이라는 별명을 얻게 되었다.
그보다 앞서 1905-1910년에는 방사성 물질인 토륨과 악티늄의 자연 붕괴에 관한 연구를 하여, 후에 여러 가지 방사성 동위 원소 발견의 계기가 되었다. 1908년 오스트리아의 리제 마이트너와 함께 방사성 물질인 프로트악티늄을 발견하였다. 1928년 괴팅겐의 카이저 빌헬름 화학 연구소장이 되었으며, 1944년 노벨 화학상을 받았다.

## 소속
- 유니버시티 칼리지 오브 런던
- 맥길 대학교
- 카이저 빌헬름 협회
- 막스 플랑크 협회

## 수상
- 에밀 피셔 메달 (1919)
- 칸니자로 상 (1939)
- 코페르니쿠스 상 (1941)
- 노벨 화학상 (1944)
- 막스 플랑크 메달 (1949)
- 푸르 르 메리트 (1952)
- 패러데이 강의상 (1956)
- 왕립학회 회원 (1957)
- 대영 제국 훈장 4등급 (Hononory OBE, 외국인대상 정원외 명예훈장) (1957)
- 빌헬름 엑스너 메달 (1958)
- 휴고 그로티우스 메달 (1958)
- 레지옹 도뇌르 훈장 오피싱 4등급 (1959)
- 엔리코 페르미 상 (1966)